# Maria de Baden-Sponheim
Maria Jacobeia de Baden-Sponheim ou Maria Jaqueline (em alemão:  Maria Jakobäa; 25 de junho de 1507 — Munique, 16 de novembro de 1580)  foi duquesa consorte da Baviera pelo seu casamento com Guilherme IV da Baviera.

## Família
Maria foi a filha primogênita do marquês Filipe I de Baden e de Isabel do Palatinado, landgravina de Hesse. Seus avós paternos eram o marquês Cristóvão I de Baden e Otília de Katzenelnbogen. Seus avós maternos eram Filipe, Eleitor Palatino e Margarida da Baviera-Landshut.
Ela teve cinco irmãos mais novos, que morreram jovens: Filipe, Filipe Jacó, Maria Eva, João Adão e Max Caspar.

## Biografia
Aos 15 anos, Maria Jacobeia casou-se com o duque Guilherme IV, de 28 anos, em 5 de outubro de 1522. Ele era filho do duque Alberto IV da Baviera e de Cunegunda da Áustria.
O duque morreu em 7 de março de 1550, com 56 anos de idade. O casal teve quatro filhos, três meninos e uma menina. 
Maria permaneceu viúva por três décadas, até o seu falecimento, em 16 de novembro de 1580, aos 73 anos de idade.

## Descendência
- Teodoro da Baviera (n. 10 de fevereiro de 1525);
- Guilherme da Baviera (n. 17 de fevereiro de 1528);
- Alberto V da Baviera (29 de fevereiro de 1528 – 24 de outubro de 1579), sucessor do pai no ducado. Foi marido de Ana de Habsburgo-Jagelão, com quem teve sete filhos;
- Matilde da Baviera (12 de julho de 1532 – 2 de novembro de 1565), esposa do marquês Felisberto de Baden-Baden.